# 滷水墨魚

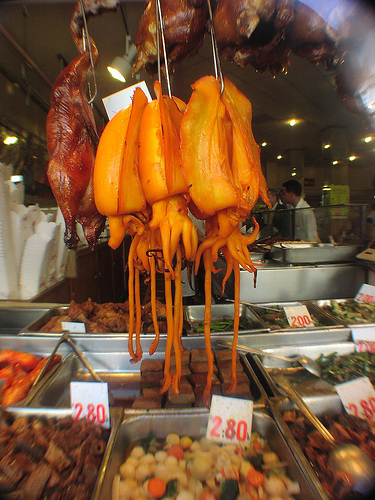
橙色的滷水墨魚

滷水墨魚是廣東潮汕食品，在香港和澳門亦是茶餐廳、酒樓、燒味檔及打冷檔常見的食物。
香港食店賣的滷水墨魚通常外表是橙色，所以常稱為「橙色墨魚」。
滷水墨魚原本和其他大部份滷水食品一樣是啡色，但港式滷水墨魚會在鹵水加入橙色的食用色素，令墨魚的賣相更佳。